# Nodulosphaeria cadubriae
Nodulosphaeria cadubriae är en svampart som först beskrevs av Speg., och fick sitt nu gällande namn av L. Holm 1961. Nodulosphaeria cadubriae ingår i släktet Nodulosphaeria och familjen Phaeosphaeriaceae.   Inga underarter finns listade i Catalogue of Life.